# Lima scabra
Lima scabra är en musselart som först beskrevs av Born 1778.  Lima scabra ingår i släktet Lima och familjen filmusslor. Inga underarter finns listade i Catalogue of Life.

## Bildgalleri

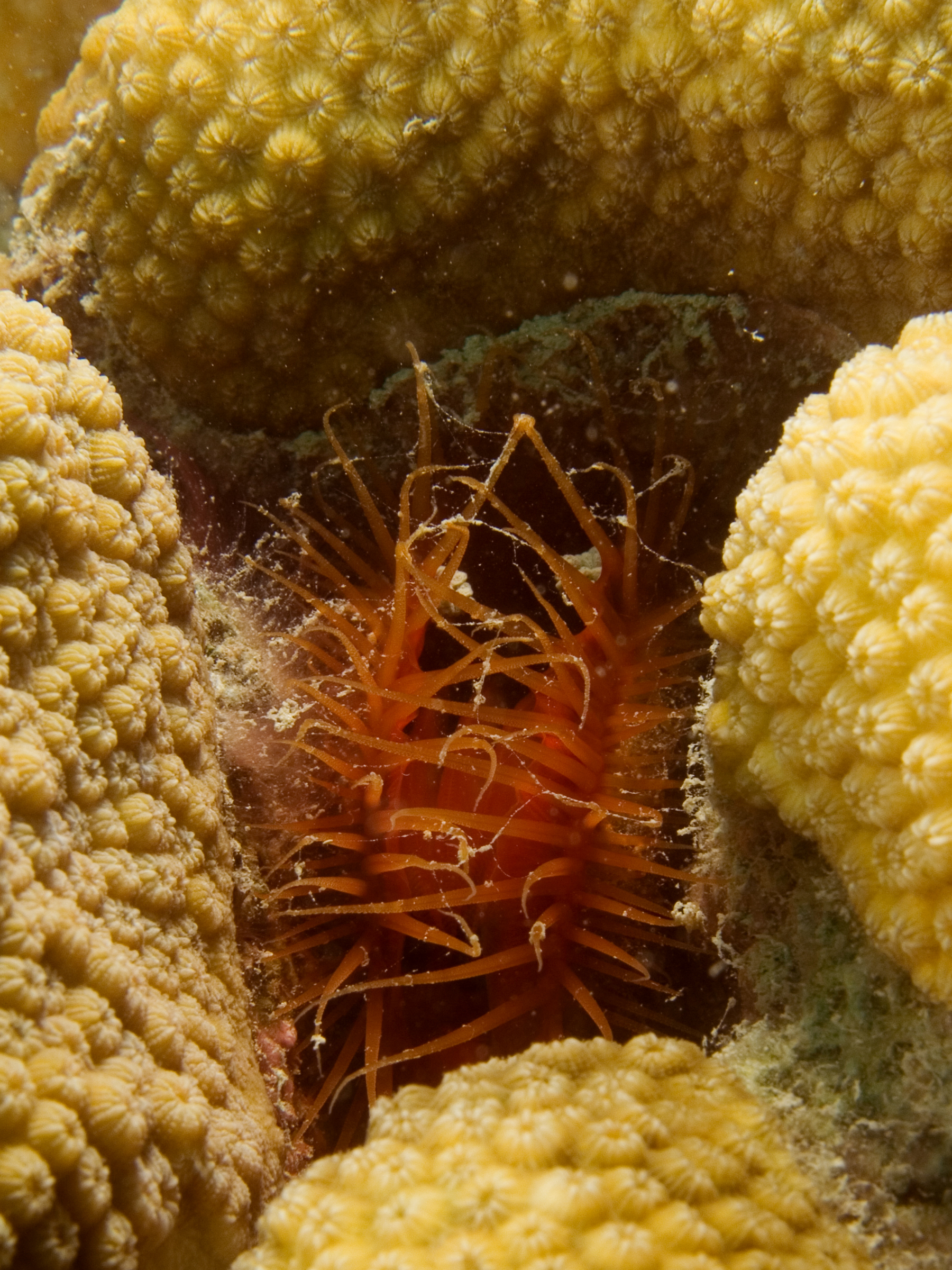
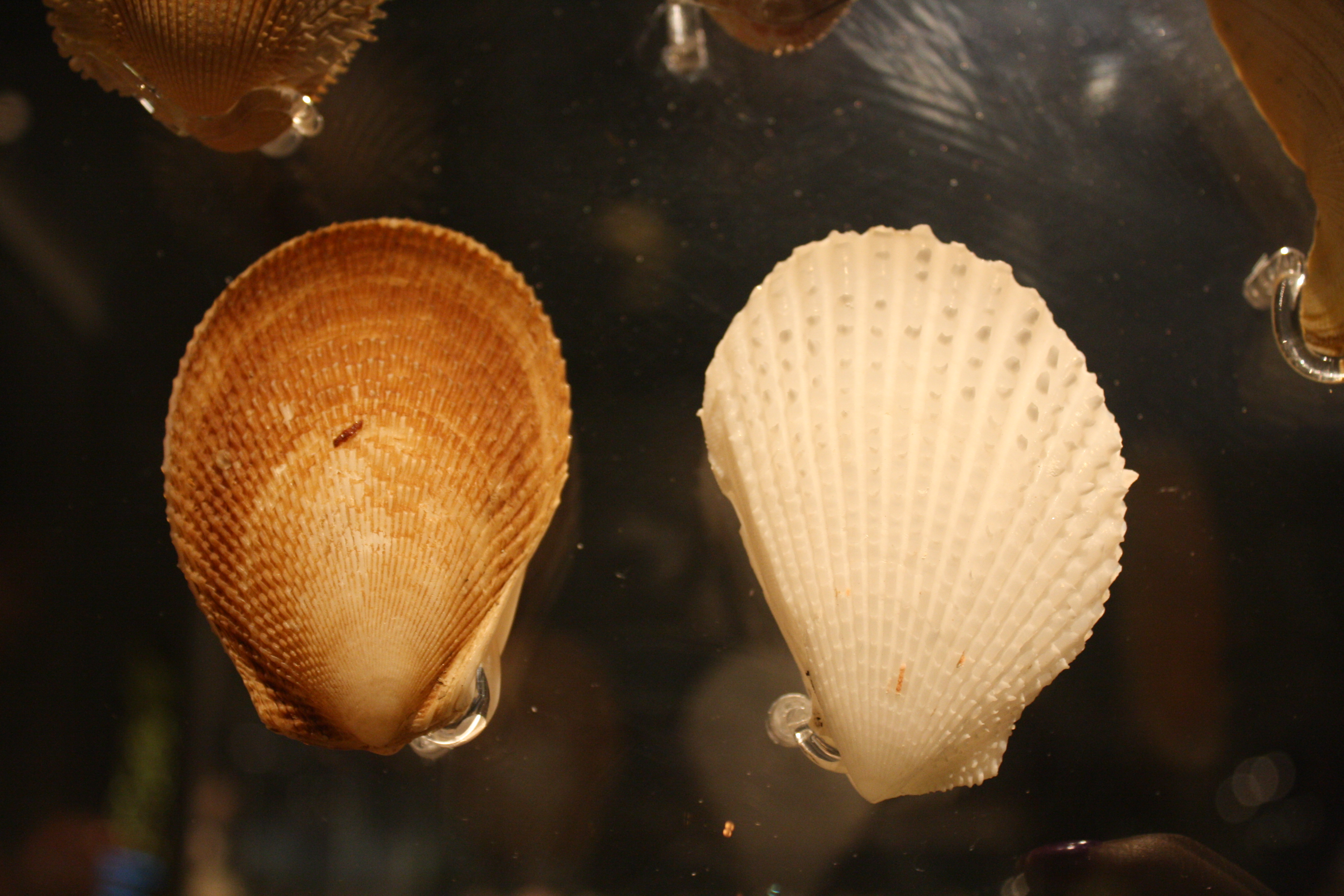
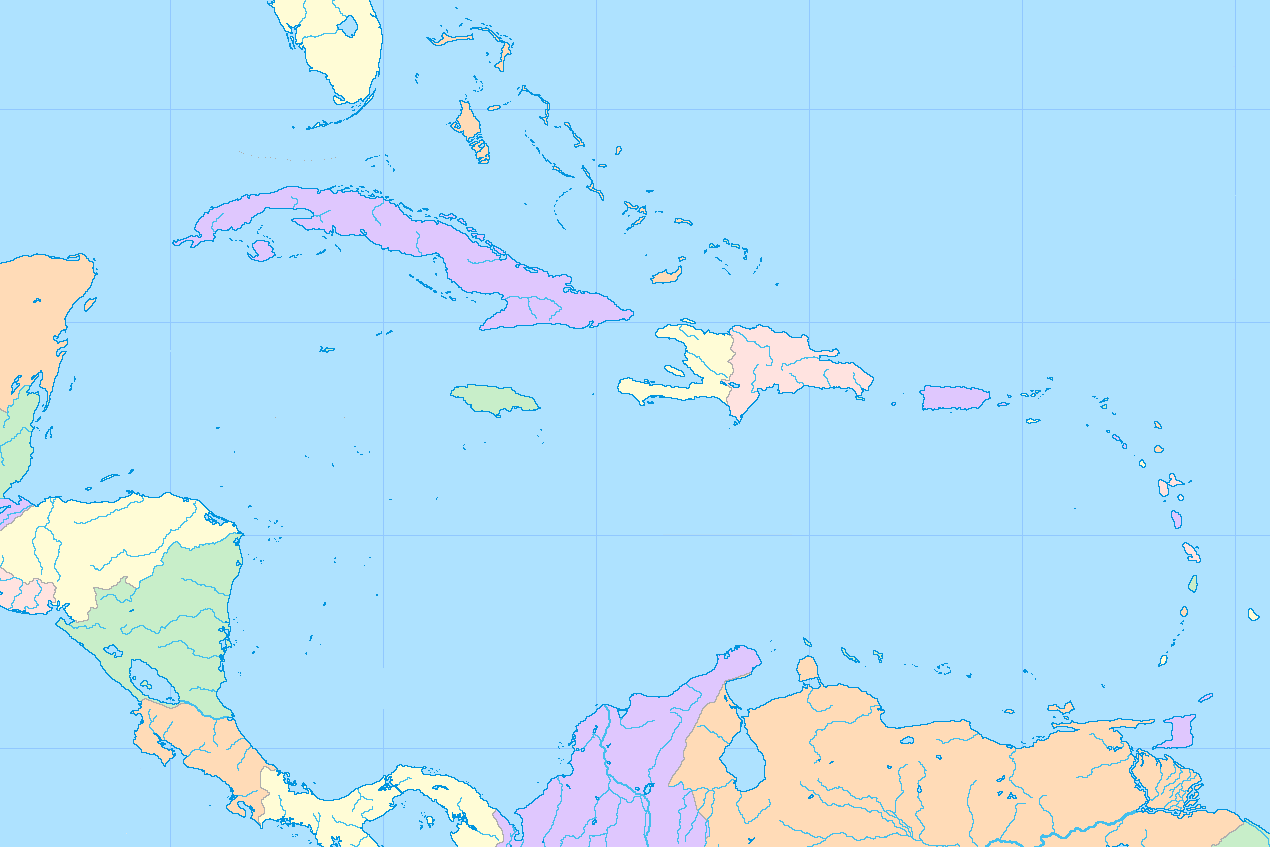